# أختر رضا خان
محمد اختر رضا خان الحنفي القادري الأزهري هو فقيه حنفي ومحقق ومحدِّث ومفسر هندي شغل منصب مفتي الديارالهندية.

## تسمية
سمي بمحمد حسب عادة الأسرة وسمي باسماعيل رضا نسبةً لأبيه، واسمه الحقيقي هو إبراهيم رضا كما اشتهر أيضًا بأختر رضا. ولُقِّب بلقب "تاج الشريعة"، واشتهر فيما بين العوام والخواص بـ"أزهري ميان" (الإمام الأزهري)، وهو الآن كأنّه صار جزءًا من اسمه، حتى إذا أطلِق " أزهري ميان" (الإمام الأزهري) في شبه القارة الهندية، أريد به الإمام الشيخ محمد اختر رضا خان.

## نسبه ومولده
هو محمد اختر رضا خان الأزهري ابن المفسر إبراهيم رضا خان المعروف بـ"جيلاني مِيَان" بن محمد حامد رضا بن أحمد رضا بن نقي علي ابن الشيخ المفتي رضا علي.
وأمّا نسبه من جهة أمّه: فهو ابن بنت المفتي بالهند الشيخ محمد مصطفى رضا خان الحنفي القادري البركاتي ابن أحمد رضا خان.
وُلد يوم الثلاثاء في الرّابع عشر من شهر ذي القعدة سنة 1361 هـ، المصادف 23 من شهر نوفمبر سنة 1943 م بحي: "سَوْدَاغَرَانْ"، بمدينة بَرَيْلي بولاية أتر برديش الهندية.

## نشأته وتربيته
نشأ منذ نعومة أظفاره في كنف والده، كان لتربيته أثراً في تكوين حياته العلمية والعملية، فأحبّ العلم والعمل، وكان الفضل في بناء شخصيته يعود إلى جدّه من أمّه الشيخ محمد مصطفى رضا خان الحنفي.

## تعليمه
ترعرع في أسرة علمية، فبدأ تعليمه وعمره أربع سنوات بقراءة "بسم الله الرحمن الرحيم"، ودرس الكتب الابتدائية على والده، ثمّ أدخله والده في "دار العلوم منظرِ إسلام" فدرس هناك الدروس الأولية والعلوم الابتدائية من الحافظ إنعام الله خان تسنيم الحامدي، ثم انتقل إلى الكلّية الإسلاميّة الثانوية ببريلي سنة: 1952م، للعلوم العصرية، وقرأ هنالك: الحساب والرياضيات واللغة الهندية والسنسكريتية والإنجليزية وغيرها.
وبعد إكمال مبادئ اللغة رجع إلى "دار العلوم منظرِ إسْلام" لدراسة العلوم على نهج "النظامي" المعروف في بلاد الهند، فأخذ العلوم الدينية من النقلية والعقلية عن العلماء المعروفين في وقته، لا سيّما عن جدّه من أمّه محمد مصطفى رضا خان، فتخرّج فيها بشهادة العالمية.

## سفره إلى مصر
بَعد تكميله الثانوية في "منظرِ إسلام" توجّه لتكميل العلوم الإسلامية عامّةً والعلوم العربية خاصّةً إلى جامعة الأزهر في القاهرة بمصر سنة 1963م فالتحق بكلية أصول الدين في قسم التفسير والحديث، ودرس العلوم المتداولة من: التفسير والحديث واللغة العربية والفلسفة الإسلامية وغيرها، وتخصّص في التفسير والحديث، فتخرّج فيها سنة: 1386هـ/ 1966م، وحاز على شهادة الليسانس في التفسير والحديث بتقدير جيّد.

## بيعته وطريقته
بايع على يد مفتي الهند أبي البركات آل الرحمن محمد مصطفى رضا النوري ابن أحمد رضا خان في الطريقة القادرية، ونال إجازة في جميع السلاسل، وأيضًا إجازة الحديث والعلوم الأخرى.

## مؤلفاته
صنّف عدة كتب ورسائل في مختلف المجالات بلغات ثلاث: الأردية والعربية والإنجليزية، منها:

### بالعربية
- شرح حديث الإخلاص.
- الصحابةُ نجومُ الإهتداء.
- تحقيق أنّ أبا إبراهيم عليه السلام تارح وليس آزر.
- نهاية الزين في التخفيف عن أبي لهب يوم الإثنين.
- سدّ المشارع في الرّد على من يقول: إنّ الدّين يستغني عن الشارع.
- الحق المبين.
- روح الفؤاد بذكرى خير العباد.
- الفردة في شرح البردة.
- تعليقات الأزهري على صحيح البخاري وعلى حواشي المحدِّث أحمد علي السهان بوري.
- حقيقة البريلوية المعروف باسم "مرآة النجدية بجواب البريلوية" (ردًّا على "البريلوية" لإحسان إلهي ظهير).

### بالأردية
- المواهب الرضوية في الفتاوى الأزهرية المعروف بـ"فتاوى تاج الشريعه". (مجموعة الفتاوى 10 مجلدات).
- آثارِ قيامت.
- دفاعِ كنز الايمان (في جزئين).
- تصويروں كا شرعي حكم.
- ٹي-وي اور ويڈيو كا آپريشن و شرعي حكم.
- سفينه بخشش (نغماتِ اختر). مجموعته الشعرية في مدائح النبي صلى الله عليه وسلم.
- هجرتِ رسول صلى الله عليه وسلم.
- شرح حديثِ نيت.
- جديد ذرائع ابلاغ سے رؤيتِ هلال كے ثبوت کی شرعي حيثيت.
- سنو چپ رهو (دورانِ قرات نعرهٔ "حق نبي" كي ممانعت).
- خواجه غريب نواز اور ايك غلط فهمي كا ازاله.
- ٹائي كا مسأله.
- تين طلاقوں كا شرعي حكم.
- چلتي ٹرين پر فرض و واجب نمازوں كي ادائگي كا حكم.
- ثبوتِ جلوسِ محمدي صلى الله عليه وسلم.

### بالإنجليزية:
- A Just Answer to The Biased Author.
- Fatwa on wearing to the tie.
- Azhar al-fatawa. (A few English fatawa).
- Of pure origin on the identity of Prophet Ibraheem’s father.
- The Miracle of Raza.

## وفاته
تُوفي في 6 ذي القعدة 1439هـ/ المصادف 20 يوليو 2018م، مساء يوم الجمعة عن عمر ناهز 71 عامًا، بمسقط رأسه بريلي الهند، ودُفن بِها قرب مراقد أجداده.